# デュドネ・コスト
デュドネ・コスト（Dieudonne Costes、1892年11月14日-1973年5月18日）はフランスのパイロットである。第一次世界大戦で6機を撃墜しエース・パイロットになる。第1次大戦後、いろいろな飛行記録で、航空史に名前を残している。

## 主な飛行記録
- 1927年10月10日から1928年4月28日の間の世界一周飛行（ただしサンフランシスコ・東京間は船で移動した）を行った。途中、南大西洋（セネガル、ブラジル間）の初の無着陸横断飛行を達成した。使用した機体はブレゲー 19型機である。（『ナンジェセール・エ・コリ号』：大西洋横断に挑戦して、死亡した2人のパイロット（シャルル・ナンジェッセ、フランソワ・コリ）の名にちなむ。）のべ約65,000kmを338時間の飛行時間で航法士ジョセフ・ルブリと共に飛行した。

- 1929年7月13日 パリ-ニューヨーク大西洋逆横断に挑戦。14時間後に断念。
- 1929年9月27日 51時間19分、7,905kmの世界長距離記録の新記録を樹立。
- 1930年9月1日 モーリス・ベロントとパリ-ニューヨーク大西洋逆横断に成功した。ブレゲー19改『ポワン・タンテロガシオン（疑問符）号』でパリのル・ブルジェ飛行場からニューヨークのカーチス飛行場までを37時間18分で飛行した。